# Zalaszentbalázs
Zalaszentbalázs è un comune dell'Ungheria di 848 abitanti (dati 2001). È situato nella contea di Zala.